# Allium nevadense
Allium nevadense là một loài thực vật có hoa trong họ Amaryllidaceae. Loài này được S.Watson mô tả khoa học đầu tiên năm 1871.

## Hình ảnh

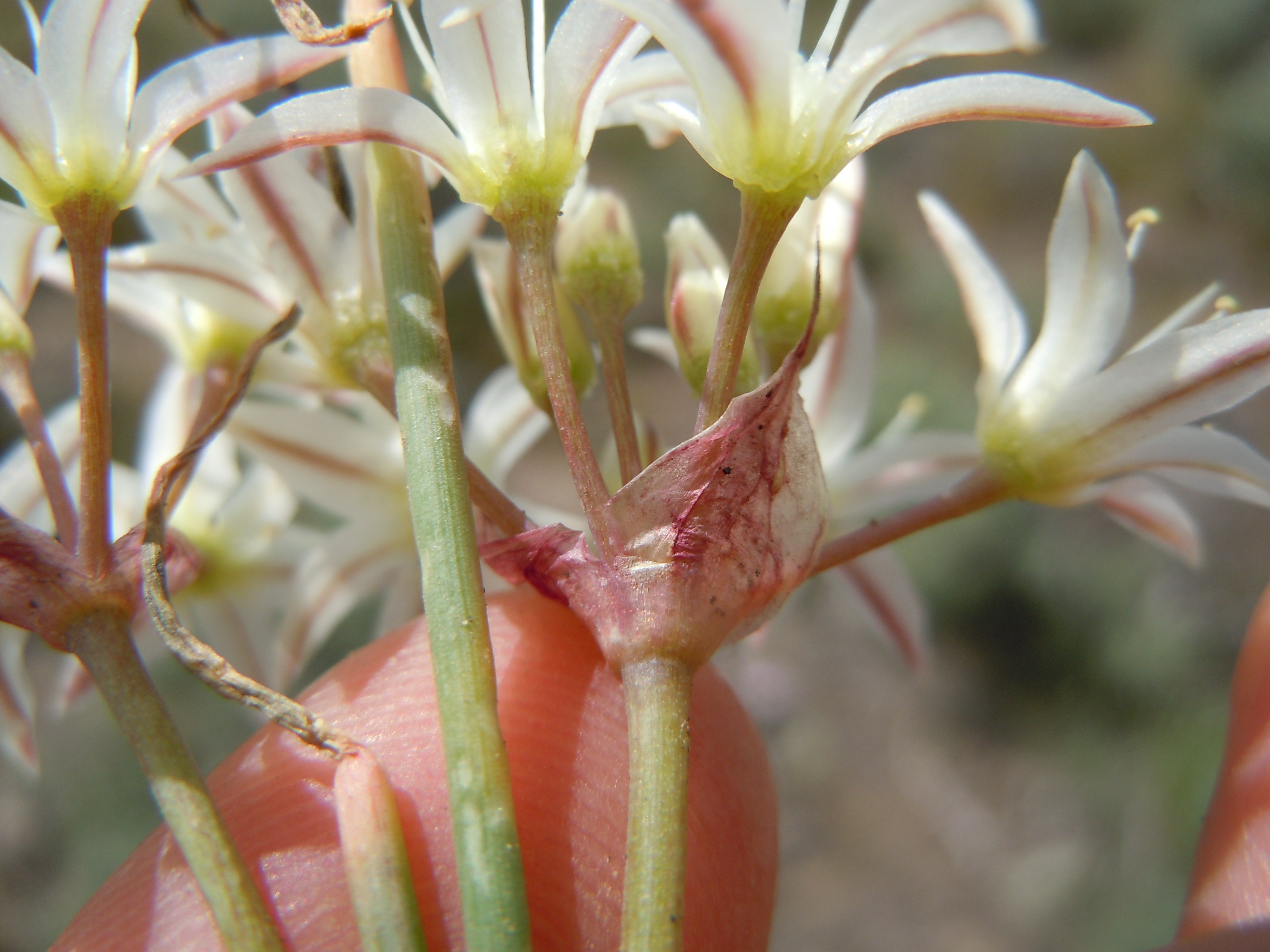
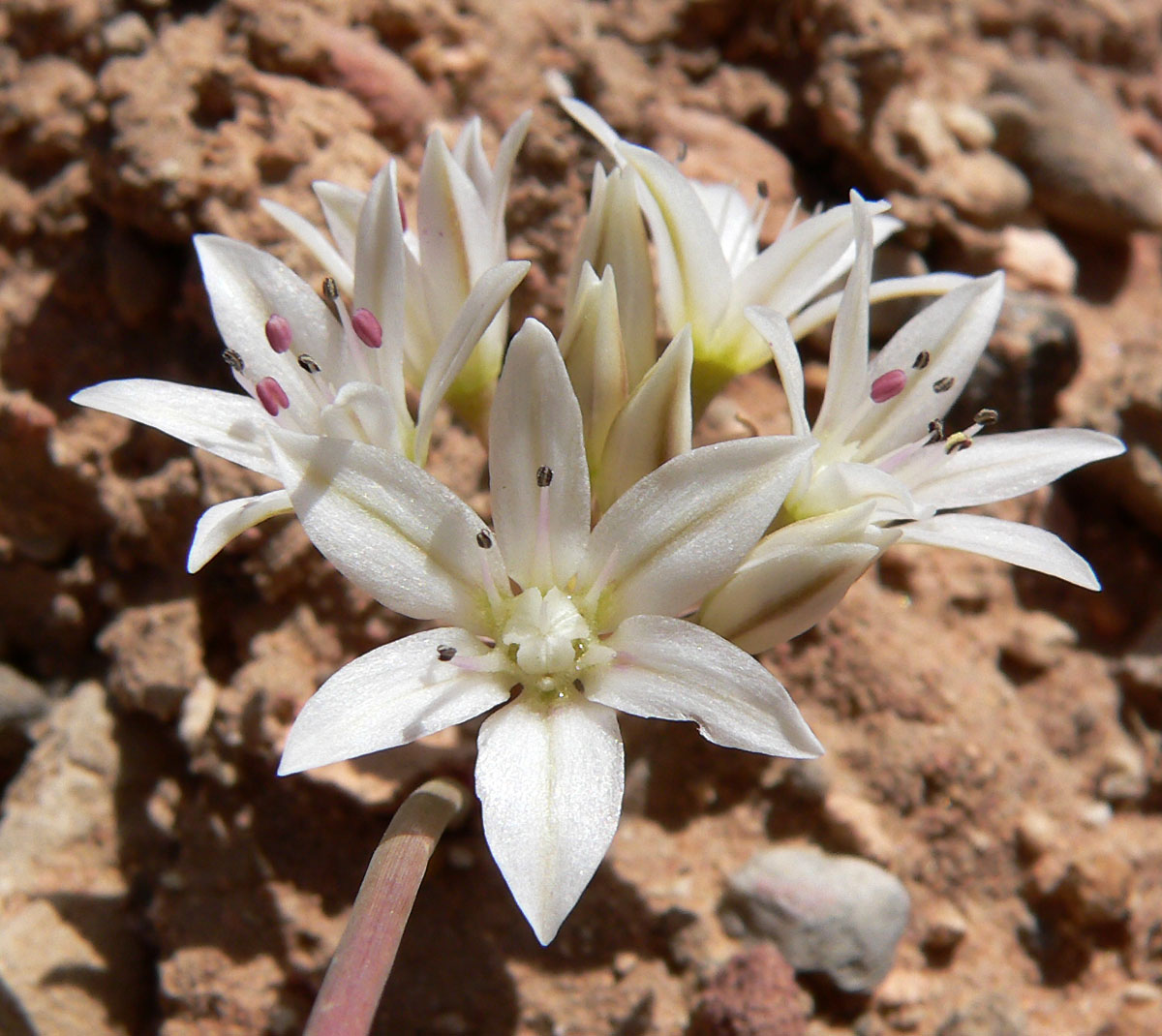
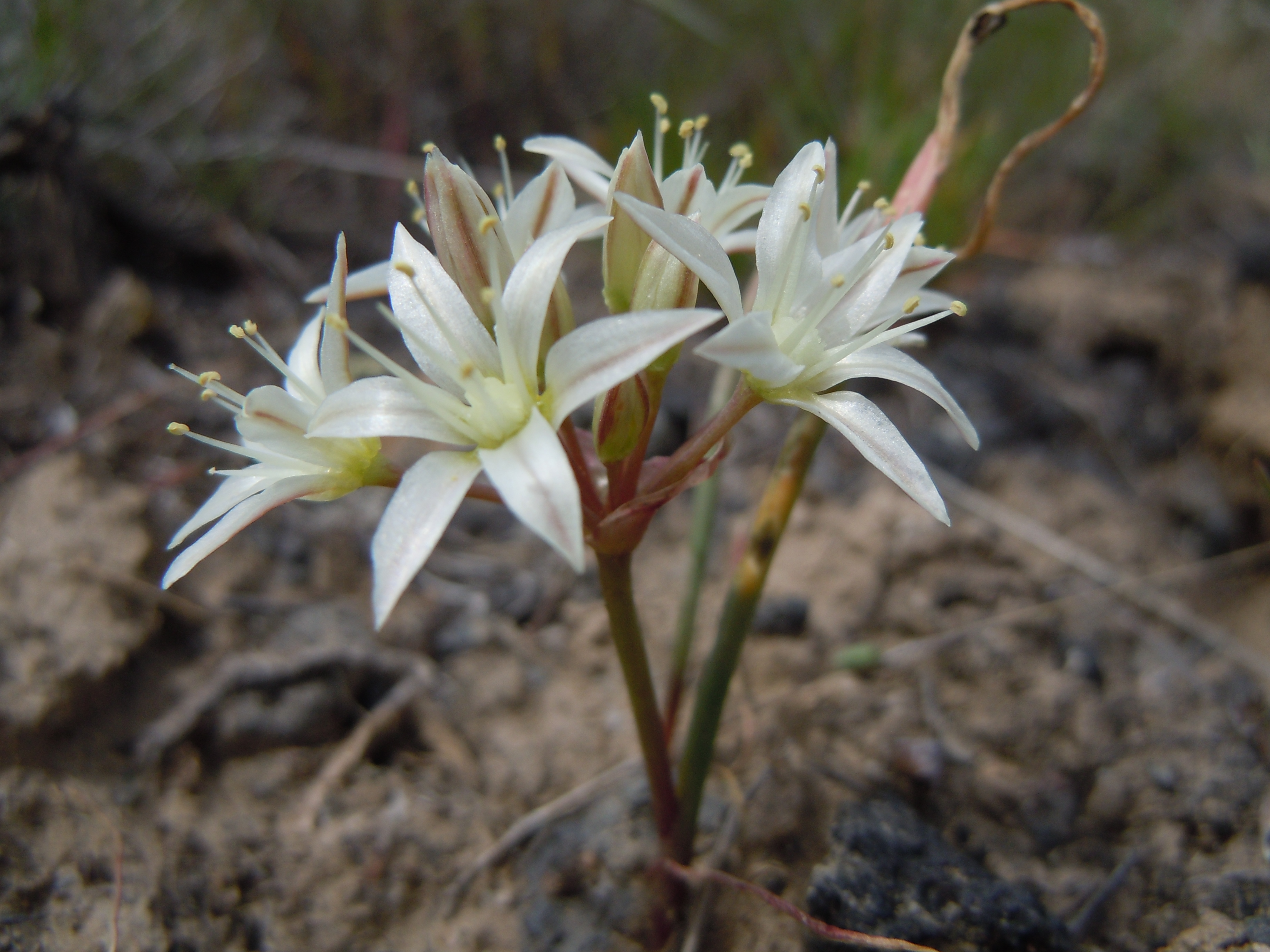
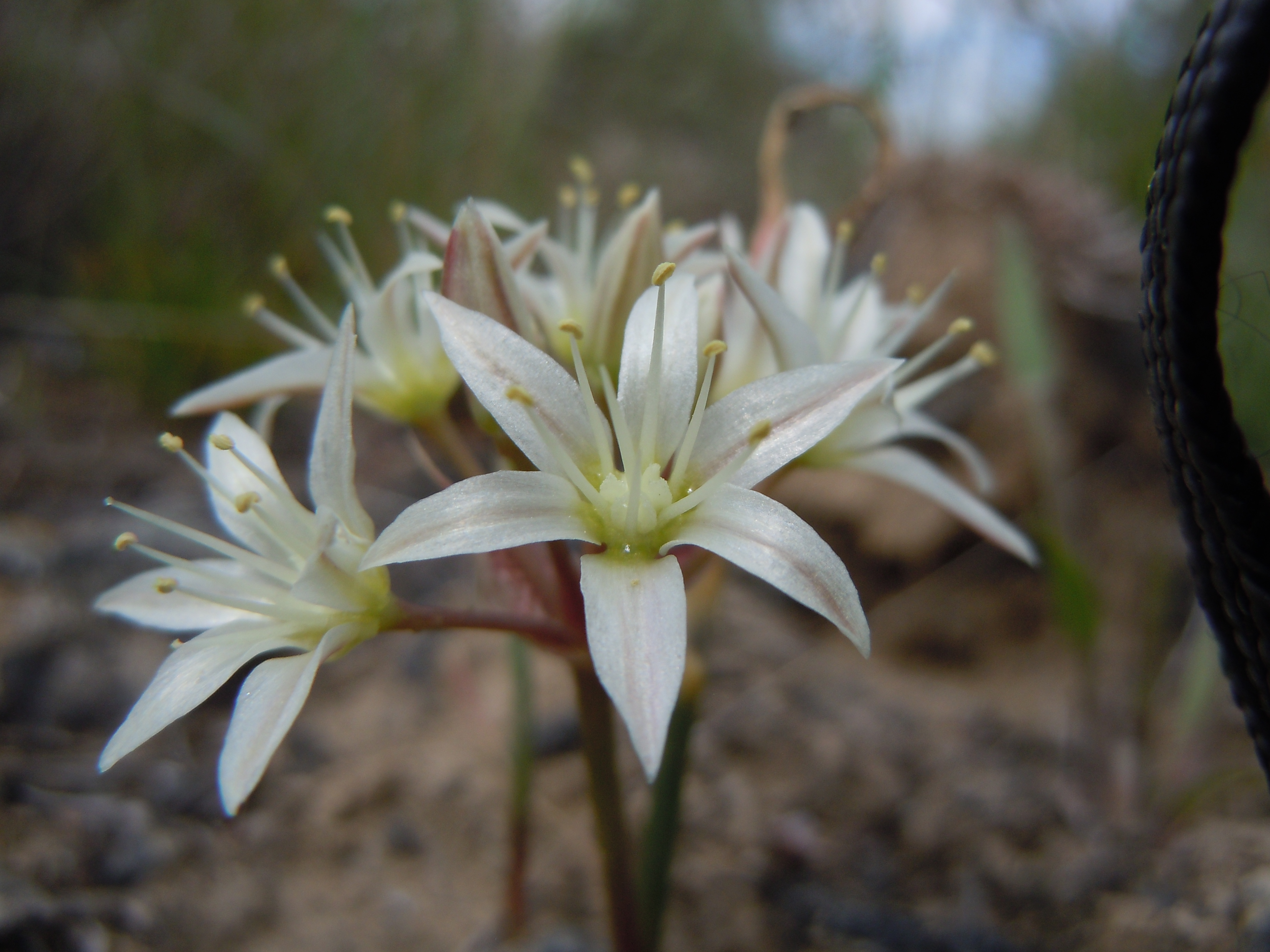